# Santa Rosa del Monday
Santa Rosa del Monday es un municipio localizado en el sur del departamento de Alto Paraná. Se encuentra ubicado a unos 50 km de la capital departamental Ciudad del Este y a unos 265 km de la capital del país, Asunción. 
La actividad comercial de sus habitantes es principalmente agrícola, y la ganadería en menor escala.